# 社家
社家（しゃけ）とは、日本の身分のひとつ。代々特定神社の奉祀を世襲してきた家（氏族）のことである。身分制度としては明治維新により1871年に廃止されたが、社家の一部は華族に列し、地方の神社はその後も旧社家が世襲を続けているケースが多い。

## 概要
古代における神社の祭祀は、氏長者や政治の長、地方においては氏子・村人らが当番制で奉仕してきたが、より厳粛に行うための長期の潔斎の必要性、また奉祀の資格として祭神の裔孫であることが必要とされるようになってきて、やがて専従の神職家が誕生し、代々世襲するようになった。
古来、氏族の祖先神、氏族と関係の深い奉斎神を氏神と称し、それを祀ってきたもの社家である。そのため、古社を奉斎する社家はもともと国造氏族であることが多い。後に祭祀集団の構成が血縁から地縁へと拡大した。
明治4年（1871年）の太政官布告により神社は一人一家の私にすべきものではないとの精神から神官世襲制が廃止されたが、実際には官国幣社にとどまり、地方ではその後も旧社家の世襲が続いている。また社家の中でも特に名家として知られた伊勢神宮の藤波家や河辺家、出雲大社の千家家や北島家、熱田大宮司の千秋家、住吉大社の津守氏など14家が華族に列した。

## 社家の事例
歴史的に著名な社家には以下のようなものがある。
- 伊勢神宮
  - 祭主 - 藤波家
  - 宮司 - 河辺家
  - 内宮祀職 - 荒木田氏
  - 外宮祀職 - 度会氏
- 籠神社 - 海部氏（丹波国造）
- 猿田彦神社 - 宇治土公氏
- 鹿島神宮・香取神宮・春日大社 - 中臣氏・大中臣氏
- 宇都宮大明神 - 宇都宮氏
- 宇佐神宮 - 辛嶋氏・大神氏・宇佐氏（宇佐国造）・田部氏・到津家・宮成家
- 伏見稲荷大社 - 大西氏
- 住吉大社 - 津守氏
- 志賀海神社 - 阿曇氏
- 宗像大社 - 宗像氏
- 大山祇神社 - 大祝氏（小市国造）
- 出雲大社 - 千家家・北島家（出雲国造）
- 日御碕神社 - 小野氏
- 玉若酢命神社 - 億岐氏（意岐国造）
- 物部神社 - 金子家（石見国造）
- 熊野本宮大社 - 和田氏（熊野国造）
- 熊野速玉大社・藤白神社 - 藤白鈴木氏（穂積氏）
- 新田神社 - 執印氏・権執印氏・大検校氏・千儀氏
- 彌彦神社 - 高橋氏
- 富士山本宮浅間大社 - 富士氏
- 賀茂別雷神社（上賀茂神社）・賀茂御祖神社（下鴨神社） - 賀茂県主氏
- 吉田神社 - 卜部氏（吉田家）
- 日吉大社 - 祝部氏（樹下家・生源寺家）
- 大和神社 - 大和氏（倭国造）
- 三島大社 - 伊豆氏（伊豆国造）
- 熱田神宮 - 千秋家（称尾張国造）
- 諏訪大社 - 諏訪氏（洲羽国造）・金刺氏（科野国造）・守矢氏
- 日前神宮・國懸神宮 - 紀氏（紀伊国造）
- 英彦山神宮 - 高千穂家
- 太宰府天満宮 - 西高辻家
- 水天宮 - 真木氏（久留米藩士）
- 阿蘇神社 - 阿蘇氏（阿蘇国造）
- 香椎宮 - 武内氏・木下氏・三苫氏・御田氏・中牟田氏・本郷氏・石川氏

## 社家町
社家は奉職する神社の近くに家を構えることが多く、社家の家が集まった所は「社家町（しゃけまち）」と呼ばれた。
現代日本において「社家町」「社家」という地名は各地にあり、その多くはかつて社家町があった場所である。

### 社家町として有名な地区
- 京都市北区上賀茂地区 - 上賀茂神社
- 奈良市高畑町界隈 - 春日大社
- 出雲市真名井社家通り - 出雲大社

#### 地名
- 兵庫県西宮市社家町（しゃけちょう）
- 神奈川県海老名市社家